# Pugettia pellucens
Pugettia pellucens is een krabbensoort uit de familie van de Epialtidae. De wetenschappelijke naam van de soort is voor het eerst geldig gepubliceerd in 1932 door Rathbun.